# Mar López Bermejo
Mar López Bermejo (Madrid, 1964) és una ballarina i coreògrafa espanyola.
Va començar els estudis de dansa a de Karen Taft. L'any 1980 ingressà a l'escola del Ballet Nacional i amplia la seva formació amb Lola de Ávila, Carmina Ocaña i Carl París. L'any 1984 es va incorporar al Ballet Nacional d'Espanya on interpretarà varis papers com a solista. En aquesta època treballà amb Ray Barra, Maia Plisetskaya i Nacho Duato i seguirà vinculada a la institució fins al 2001 El 1994 participà al certàmen de Coreografia de Madrid en on obtiguè una menció d'honor. El 1996 jutament amb Mabel Ribas i Silvia Riutort formà la companyia Ciutat Dansa on dirigirà i ballarà les seves pròpies coreografies entre les quals destaquen: Aràcnids (1996) amb musica de Miquel Àngel Aguiló o Dido i Enees, de Henry Purcell, Preludis (2000) amb música de Chopin, Sunt Lacrimae (2001) dirigida per Carles Ponseti i Rafel Lladó sobre música de Haendel col·laboracions amb la Fundació Studium Aureum.
El 2012 crea i dirigeix Imposible Danza una companyia per a àntics membres de la Companyia Nacional.